# جیمی کوراب
جیمی کوراب (انگلیسی: Jamie Korab؛ زادهٔ ۲۸ نوامبر ۱۹۷۹) ورزشکار کرلینگ اهل کانادا است.